# Male Dole, Vojnik
Male Dole este o localitate din comuna Vojnik, Slovenia, cu o populație de 126 de locuitori.